# 22 (영화)
《22》(TWENTY TWO)는 한국, 중국에서 제작된 궈커 감독의 2015년 다큐멘터리 영화이다. 박차순 등이 주연으로 출연하였고 양교 등이 제작에 참여하였다.

## 출연

### 주연
- 박차순
- 린아이란
- 리메이진
- 리아이롄

## 기타
- 조명: 등세강
- 동시녹음: 진지부
- 동시녹음: 강위동
- 믹싱: 정철
- 작곡: Arvo Part
- 엔딩음악: FUR ALINA
- 연주: Alexander Malte